# HD 32667
HD 32667，又名CD-24 2795，SAO 170029、HR 1645，是一颗恒星，视星等为5.61，位于銀經225.4，銀緯-33.7，其B1900.0坐标为赤經4h 59m 44.6s，赤緯-24° -33.7′ 37″。